# Washington Square Arch
Le Washington Square Arch est un arc de triomphe en marbre à Washington Square Park, dans le quartier de Greenwich Village dans le Lower Manhattan, à New York. Commencé en 1892, il commémore le centenaire de l'inauguration de la présidence de George Washington en 1789 comme président des États-Unis et forme le terminus sud de la Cinquième Avenue. 

## Description
Washington Square Arch, construit en marbre blanc, est l'œuvre de Stanford White, qui a imité un Arc de triomphe romain, monuments emblématiques construits dans tout l'Empire pour célébrer une victoire ou un événement. Washington Square Arch mesure 23 m de haut. L'iconographie de l'Arc est centrée sur des images de guerre et de paix. Sur la frise se trouvent 13 grandes étoiles et 42 petites étoiles entrecoupées de « W » majuscules. Les écoinçons contiennent des allégories de la Victoire.  

## Histoire
En 1889, un grand arc commémoratif en plâtre et en bois est érigé sur la Cinquième Avenue, juste au nord de Washington Square Park, par l'homme d'affaires et philanthrope local William Rhinelander Stewart (1852–1929). Il vivait au 17 Washington Square North et ses amis contribuent à hauteur de 2 765 $ pour financer les travaux. L'arche temporaire devient si populaire que, trois ans plus tard, une arche permanente en pierre, conçue par l'architecte Stanford White, est érigée. 
Au cours de fouilles menées lors des travaux, des restes humains, un cercueil et une pierre tombale datée de 1803 sont découverts à 3 mètres sous le niveau du sol. L'Arc est inauguré en 1895. En 1918, deux statues de Washington sont ajoutées au côté nord. 
Le Washington Square Arch fut par la suite largement dégradé avec des graffitis peints à la bombe. Il est nettoyé et restauré dans les années 1980. 
L'arche a souvent été utilisée comme un symbole non officiel de l'université de New York, car les bâtiments environnants appartiennent à l'institution. De nos jours, les étudiants de l'université de New York défilent sous le monument lors de la cérémonie de remise des diplômes. 

## Dans la fiction
- Dans le film Serpico, le héros et sa petite amie passent en moto devant le Washington Square Arch (26 min 46 s.).
- Dans le film Je suis une légende, le personnage interprété par Will Smith vit en face du Washington Square Arch.

## Galerie

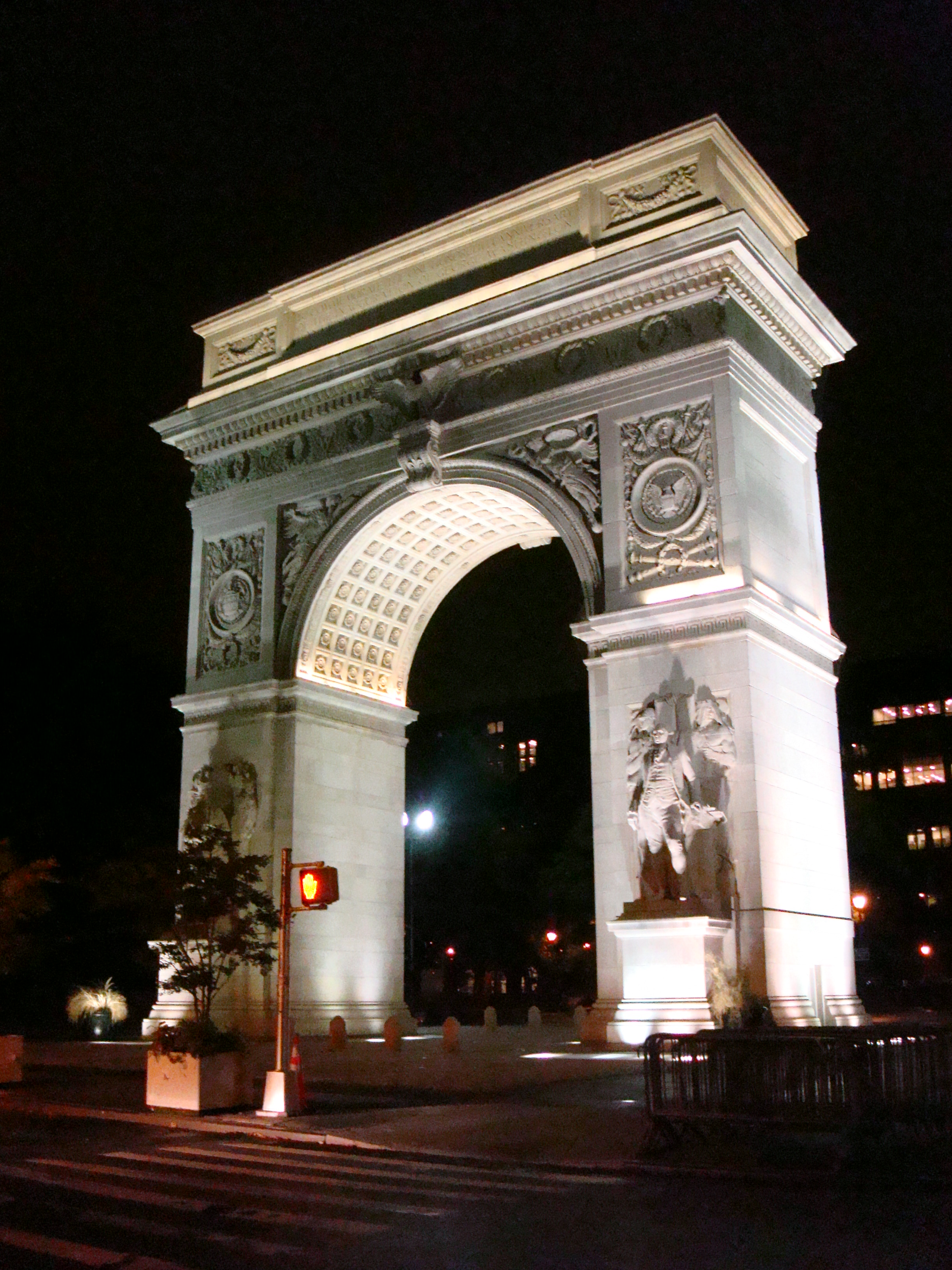
Face nord de la Washington Square Arch
Face sud de l'Arc de Washington de nuit
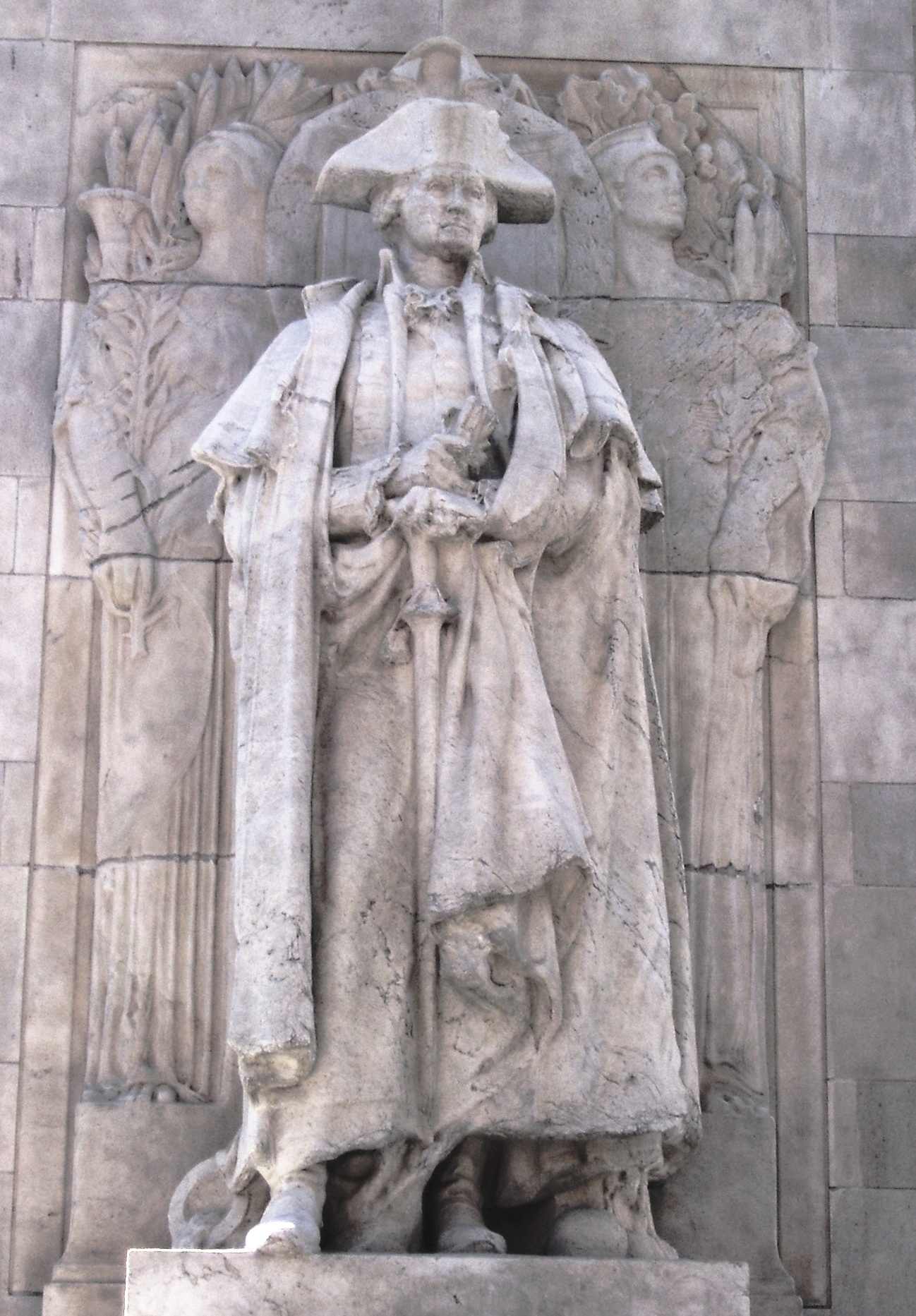
George Washington en commandant en chef (1914-1916) par Hermon A. MacNeil
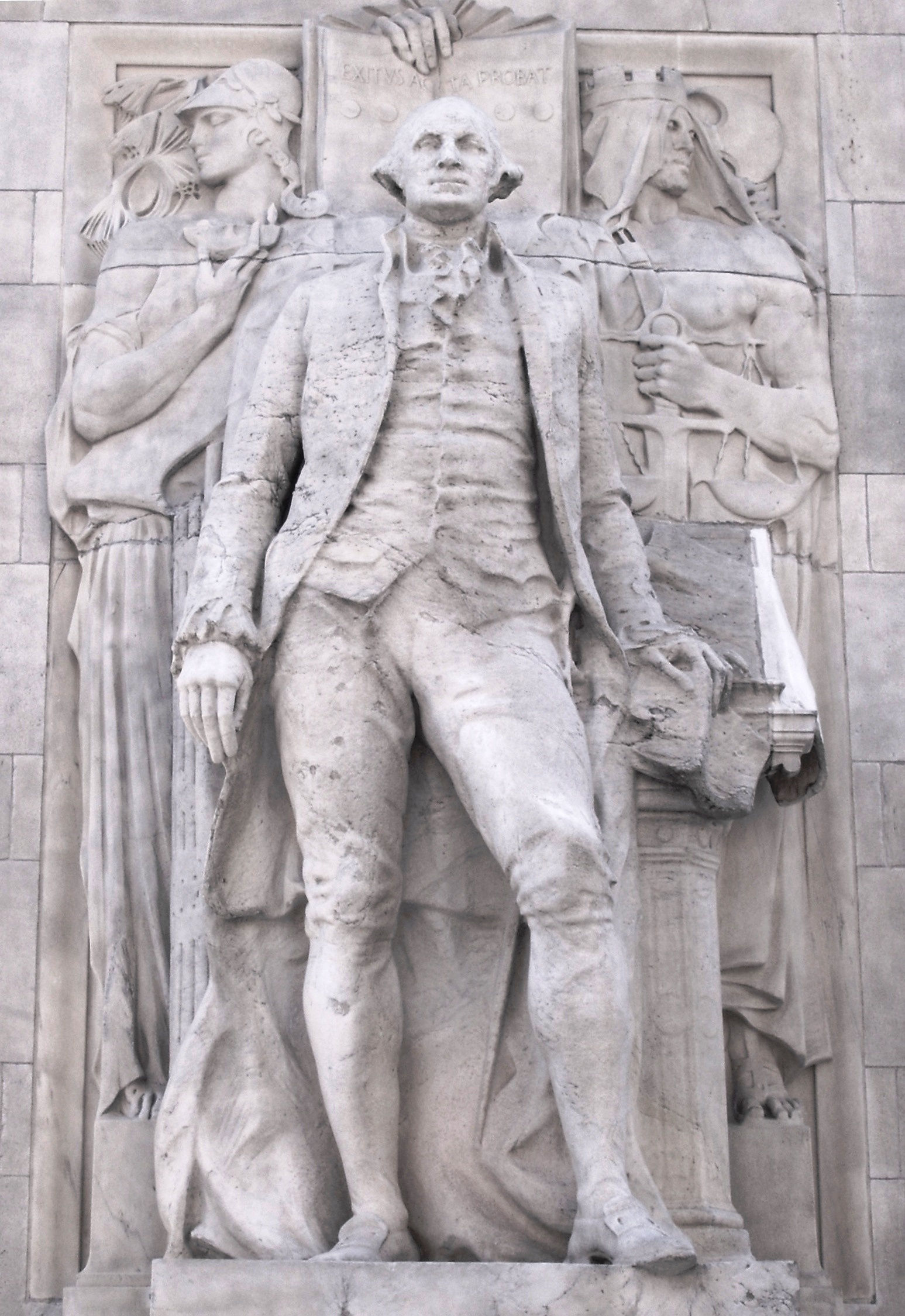
George Washington en président (1917–1918) par Alexander Stirling Calder

## Voir également
- Liste des arcs de triomphe post-romains